# マオメット2世

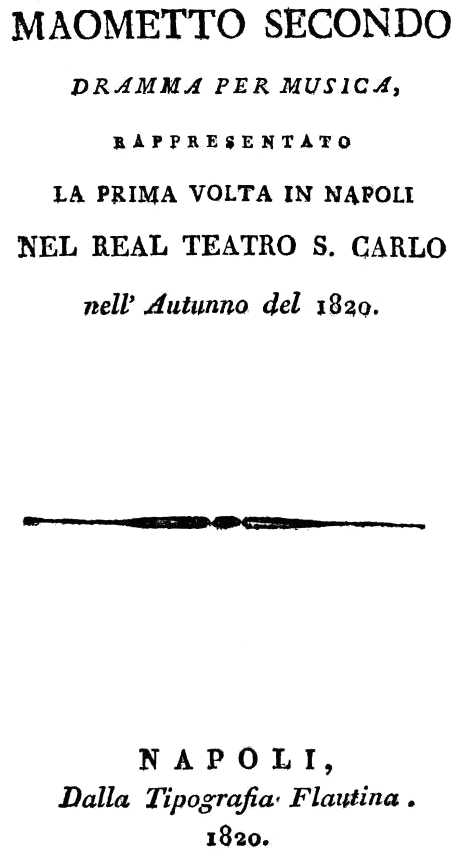
1820年秋（ただし実際の上演は冬）のリブレット表紙

『マオメット2世』（マホメット2世とも、イタリア語: Maometto secondo）は、ジョアキーノ・ロッシーニによる2幕の悲劇オペラで、1820年に初演された。オスマン帝国のメフメト2世による1470年のネグロポンテ包囲 (Siege of Negroponte (1470)) を題材とする。上演時間は約3時間。

## 概要
『マオメット2世』はロッシーニがナポリのドメニコ・バルバイアのもとで書いた一連のオペラのうち最後から2番目の作品である。1820年の5月から12月にかけて作曲されたが、その間1820年7月にナポリ革命が起きた:287。初演が本来の予定の9月から12月に延期されたのはこれが原因と考えられている。革命がロッシーニの音楽に影響を与えた箇所があるという:287。
1820年12月3日にナポリのサン・カルロ劇場で初演された。リブレットはヴェンティニャーノ公爵チェーザレ・デッラ・ヴァッレ (Cesare della Valle) により、彼自身が書いた戯曲『アンナ・エリーツォ』（1820年）を原作とする:286。登場人物のうち、マオメット2世のほか総督パオロ・エリッソ（エリッツォ） (it:Paolo Erizzo) やカルボは実在の人物である:286。
初演は成功しなかった。プリマ・ドンナのイザベラ・コルブランの喉の不調が主な原因で、また当時の聴衆は革新的な作劇を理解できなかった:7。その後、1823年のヴェネツィアのカーニバルでロッシーニはいくつかの変更を加えて結末をハッピーエンドに変えた版をフェニーチェ劇場で上演した:287。またフランスにデビューするにあたって本作をフランス・オペラに翻案・改作して『コリントの包囲』の題で1826年に上演している。『コリントの包囲』の話の基本的な枠組みは『マオメット2世』と同じだが、舞台を1459年のコリント陥落に移し、マオメット2世以外の登場人物の名は変えられている。『コリントの包囲』の結末は1820年の『マオメット2世』よりさらに悲劇的になっている:287。

## 20世紀以降のリバイバル
改作版の『コリントの包囲』が有名になると、オリジナルの『マオメット2世』は上演されなくなった:7。
1985年にペーザロのロッシーニ・オペラ・フェスティバルでリバイバル上演された。2012年にはオランダのハンス・シェレヴィスによる新しい復元版による上演がサンタ・フェ・オペラによって行われた:7-8。

## 音楽
『マオメット2世』の音楽はロッシーニの作品の中でも特に大規模であり、曲どうしが連続して複雑長大になっている。オズボーンによると第1幕は導入部（325小節）、アンナのアリア、非常に複雑な大三重唱（867小節）、マオメットの合唱とカヴァティーナ、フィナーレ（855小節）の5つの部分に分けられる:288-289。第2幕はマオメットの天幕の東洋風の音楽、レチタティーヴォ・アッコンパニャートによるアンナの祈りの音楽が特徴的である:289-291。管弦楽法も高度である:291。
男性主役であるカルボを女性が歌うのは古い形式だが、『コリントの包囲』ではテノールに変えられている:287。

## 登場人物
- パオロ・エリッソ（テノール）- ヴェネツィア領ネグロポンテ（今のギリシアのエヴィア島）の総督（バイロ）
- アンナ・エリッソ（ソプラノ）- パオロの娘
- カルボ（アルト[注 1]）- ヴェネツィアの若い将軍
- コンドゥルミエロ（テノール）- ヴェネツィアの将軍
- マオメット2世（バス）- トルコのスルターン
- セリモ（テノール）- マオメット2世の宰相（ワズィール）

## あらすじ

### 第1幕
ネグロポンテ総督エリッソは会合を開く。コンドゥルミエロはマオメットに降伏するように提案するが、若いカルボは最後まで戦おうと主張する。エリッソは戦いを決心する。
アンナは迫る危機に悩みつつ、ひそかな愛に苦しむ(Ah! che invan su questo ciglio)。父がやってきてカルボとの結婚をすすめるが、アンナはかつてコリントで会ったミティリーニのウバルドという人物を愛していることを話す。ところが父は本物のウバルドが当時彼とともにいたことを話し、アンナは男にだまされたことを知って激怒する(大三重唱 Ohimè! qual fulmine)。外で砲声が聞こえ、男たちは戦いにおもむく。残されたアンナは他の女たちとともに祈る(Giusto ciel, in tal periglio)。
父とカルボが戻ってきて、裏切り者のために敗れたことを告げる。父はアンナに別れを告げ、トルコ人に襲われたときは自殺するようにと短剣を渡す。
東洋風の音楽に乗ってトルコの兵士たちが登場する(合唱 Dal ferro, dal foco およびマオメットのカヴァティーナ Sorgete, sorgete)。カルボとエリッソが捕虜として連れて来られる。マオメットはエリッソがアンナの父であることを知り、降伏するならばヴェネツィア人の命は助けようと提案するが、ふたりは降伏を拒絶する。マオメットは怒ってふたりを拷問するように命令する(Guardie, olà)。そこへアンナが現れるが、かつてウバルドと名乗った男の正体がマオメット2世その人であったことを知る。彼女は、父とカルボを釈放しなければ自殺すると脅す。マオメットはふたりを釈放するが、かわりにアンナを愛人として留めおく。エリッソは娘が裏切ったと思いこむ。

### 第2幕
マオメットの天幕の中。悲しみに沈むアンナにマオメットは愛を語り、彼女を妃にしようという。アンナは妃の位を拒絶するが、実際には彼を愛してしまっていた(レチタティーヴォと二重唱 Anna, tu piangi?)。ヴェネツィア軍の反撃の報を聞き、マオメットはアンナに皇帝の印章を授けて戦いに赴く(All'invito generoso)。
ネグロポンテ城砦の教会の地下埋葬所。エリッソは妻の墓の前で祈り、娘の変心をなじる。しかしカルボは彼女が裏切ることはないと主張する(非常に技巧的なカルボの歌 Non temer)。アンナが逃が帰ってきて、自分が誠実であることを母の墓の前で誓う。彼女はマオメットの印章を父に渡し、カルボとの結婚を願う(三重唱 In questi estremi)。エリッソとカルボは再び戦いに戻る。
墓所にひとり残ったアンナのもとに女たちがやってきてヴェネツィアがトルコ人たちを破ったことを告げる。しかしトルコ兵たちは墓所へやってくる。アンナはカルボと結婚したことをマオメットに告げ、母の墓の前で自殺する。